# Escamilla
Escamilla è un comune spagnolo di 71 abitanti situato nella comunità autonoma di Castiglia-La Mancia.
Il comune comprende la località di Torronteras.